# نیکلاس استگمن
نیکلاس استگمن (انگلیسی: Niklas Stegmann؛ زادهٔ ۲ ژوئیهٔ ۱۹۸۷) بازیکن فوتبال اهل آلمان است.
از باشگاه‌هایی که در آن بازی کرده‌است می‌توان به باشگاه فوتبال شالکه ۰۴ و باشگاه فوتبال دویسبورگ اشاره کرد.